# نهر باساك

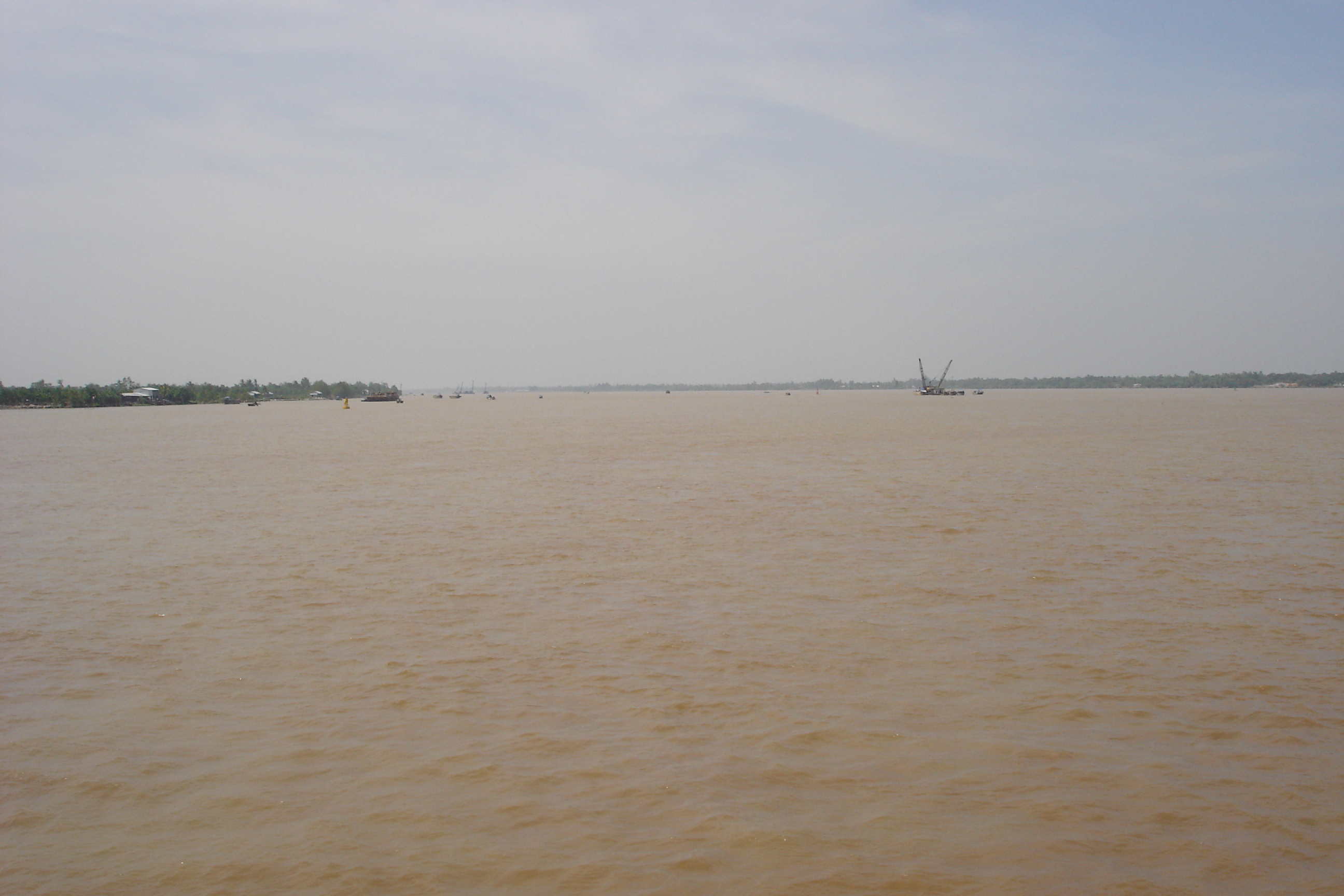
نهر باساك العريض بالقرب من مدينة "كان ثو" في قلب دلتا نهر الميكونغ في فيتنام

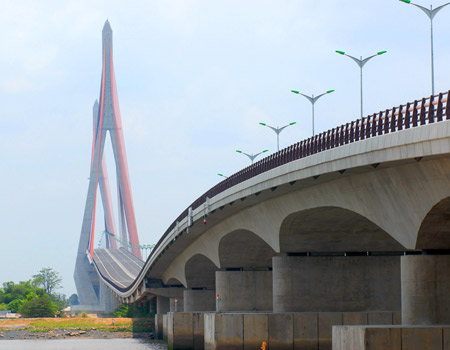
جسر «كان ثو» على نهر الباساك في فيتنام

نهر باسّاك (يسمى أيضاً تونلي باسّاك) هو رافد لكل من تونلي ساب ونهر الميكونغ.
يبدأ النهر في عاصمة كمبوديا فنوم بنه ويجري جنوباً عابراً حدود كمبوديا إلى فيتنام ويسمى هذا النهر في فيتنام باسم نهر هو (Hậu) أو «سونغ هو» أو «هو غيانغ» (Sông Hậu أو Hậu Giang) حيث أن كلمة «سونغ» باللغة الفيتنامية تعني نهر.
نهر الباساك طريق ملاحة وممر نقل تجاري مهم بين كل من كمبوديا وفيتنام، إذ تبحر فيه مراكب الشحن والبضائع والقوارب، وهناك جسران رئيسيان على هذا النهر هما جسر مونيفونغ في عاصمة كمبوديا فنوم بنه وجسر كان ثو في مدينة كان ثو الفيتنامية.